# Al-Fatih-moskén
Al-Fatih-moskén (också känd som Al-Fatih Islamiska Center och Al-Faith Stora Moské) (arabiska: مسجد الفاتح; translittererat Masjid al-Fatih) i Manama, Bahrain, är en av de största moskéerna i världen, med kapacitet för över 7 000 tillbedjare åt gången. Byggnaden är i klassisk islamsk arkitektur. Den är namngiven efter Ahmad Al Fateh och byggdes på order av shejk Isa bin Salman al-Khalifa.
Al-Fatih-moskén byggdes 1988 och hela byggnaden är 6 500 kvadratmeter stor. Den är den största helgade platsen i Bahrain. Moskén ligger nära det kungliga bahrainska palatset, kung Hamad ibn Isa al-Khalifahs residens. Dessutom finns hela Ahmad al-Fatih-centrets bibliotek i byggnaden, med över 7 000 böcker från flera perioder i historien.

## Material
Den gigantiska kupolen på moskéns topp är gjord av ren glasfiber. Med en vikt på över 60 ton är kupolen för närvarande (2024) världens största kupol av glasfiber. Italiensk marmor pryder golven och dörrarna är gjorda av teak från Indien, som snidades av lokala bahrainska hantverkare.